# Лісохімічна промисловість
Лі́сохімі́чна промисло́вість — галузь лісової промисловості, що об'єднує виробництва, основані на хімічній переробці деревини. До лісохімічної промисловості належать: суха перегонка деревини, вуглевипалювання й різні види каніфольно-скипидарних виробництв.
Основна продукція: деревне вугілля, оцтова кислота, метиловий спирт, деревна смола, деревний генераторний газ, деревнооцтовий порошок, ефіри, деревноспиртові розчинники, формалін, деревносмоляні антиокислювачі, флотаційні масла, каніфоль, скипидар, різні види ефірної олії тощо. Продукція широко використовується в різних галузях народного господарства. Сировиною є переважно соснові пеньки, живиця сосни, дров'яна деревина листяних порід, деревні відходи деревообробної промисловості, а також деякі продукти сульфатно-целюлозного виробництва.

## Географія

### Україна

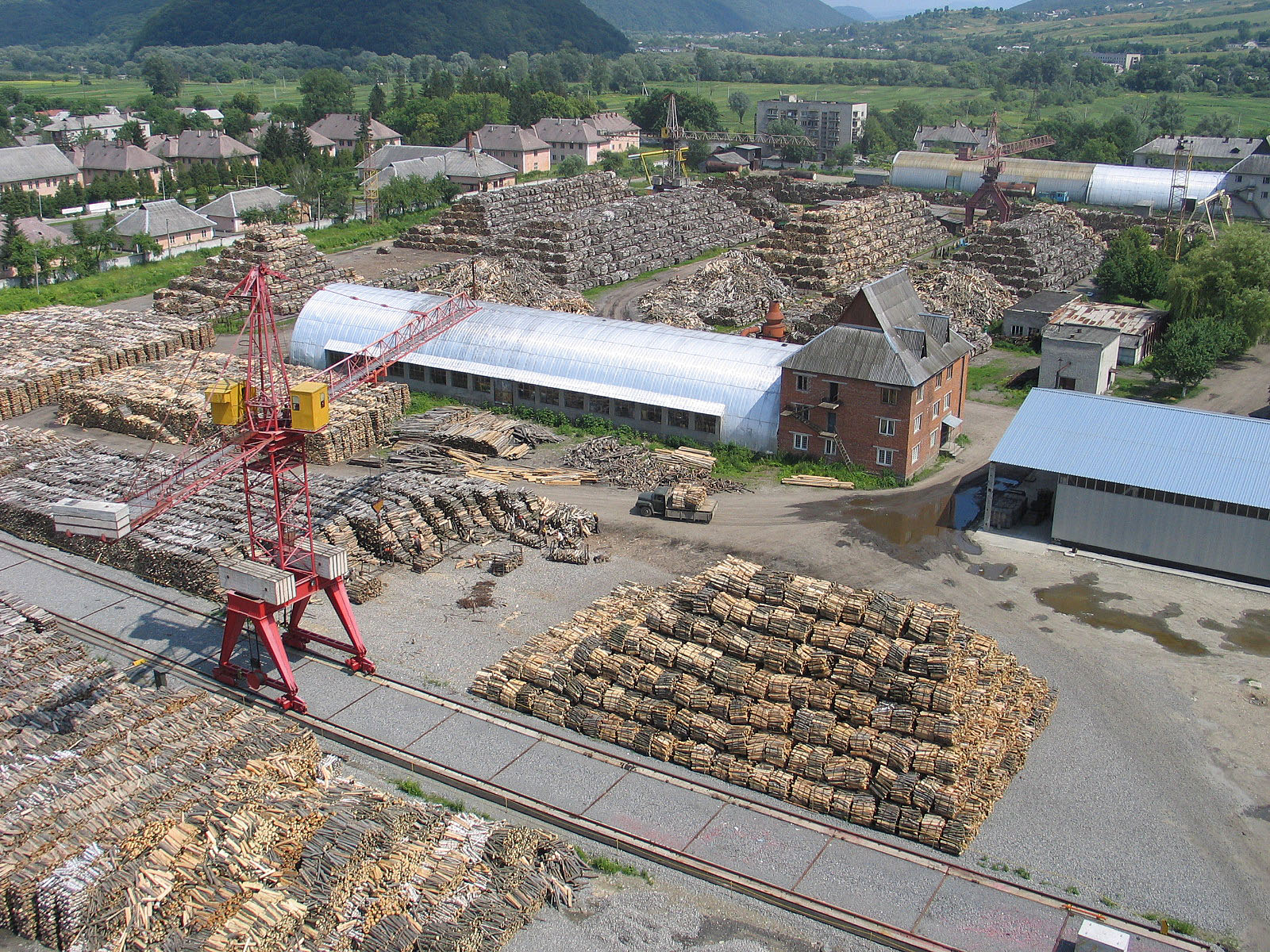
Перечинський лісохімічний комбінат

В Україні лісохімічна переробка деревини, зокрема смолокуріння й вуглевипалювання, відомі з часів середньовічної Київської Русі XII століття. Перші лісохімічні промислові підприємства виникли у другій половині XIX століття. За часів Російської імперії, до 1913 року галузь була представлена лише дрібними підприємствами з вуглевипалювання, дьогтекуріння, смолокуріння, сухої перегонки деревини тощо. За радянської доби лісохімічна промисловість стала потужною галуззю, яка виробляла понад 50 найменувань продукції. Значного розвитку ця галузь набула в післявоєнні роки. 1978 року в УРСР діяло 6 спеціалізованих підприємств (5 лісохімічних комбінатів і 1 дослідний):
- Великобичківський імені І. П. Локоти (смт Великий Бичків, Закарпатська область);
- Перечинський (місто Перечин, Закарпатська область);
- Свалявський (місто Свалява, Закарпатська область);
- Коростенський (місто Коростень, Житомирська область);
- Славутський (місто Славута, Хмельницька область);
- Вигодський дослідний лісокомбінат (смт Вигода, Івано-Франківська область).

1978 року в УРСР було вироблено 37,8 тис. тонн деревного вугілля з листяних порід, 4,2 тис. тонн оцтової кислоти (100%-вої), 30 тис. тонн формаліну, 9,2 тис. тонн етилацетату, 7,8 тис. тонн деревної смоли. На підприємствах було встановлено найновіше на той час устаткування, багато виробничих процесів механізовано й автоматизовано.